# سیارک ۱۶۰۷۹
سیارک ۱۶۰۷۹ (به انگلیسی: 16079 Imada، نامگذاری:1999RP181) شانزده هزار و هفتاد و نهمین سیارک کشف شده‌است که در ۹ سپتامبر ۱۹۹۹ کشف شد.
قدر مطلق سیارک برابر ۱۱.۷ است.